# Plaza San Martín (Oberá)
La plaza San Martín es un espacio público verde de la ciudad de Oberá, Misiones, en Argentina. Se encuentra en el lugar donde fue colocada la piedra fundacional que daba nacimiento institucional a la ciudad, el 9 de julio de 1928. Fue declarada lugar histórico municipal por medio de la Declaración N.º 07/1994.
Está rodeada por las calles Santa Fe, San Martín, Corrientes y 9 de Julio.

## Historia

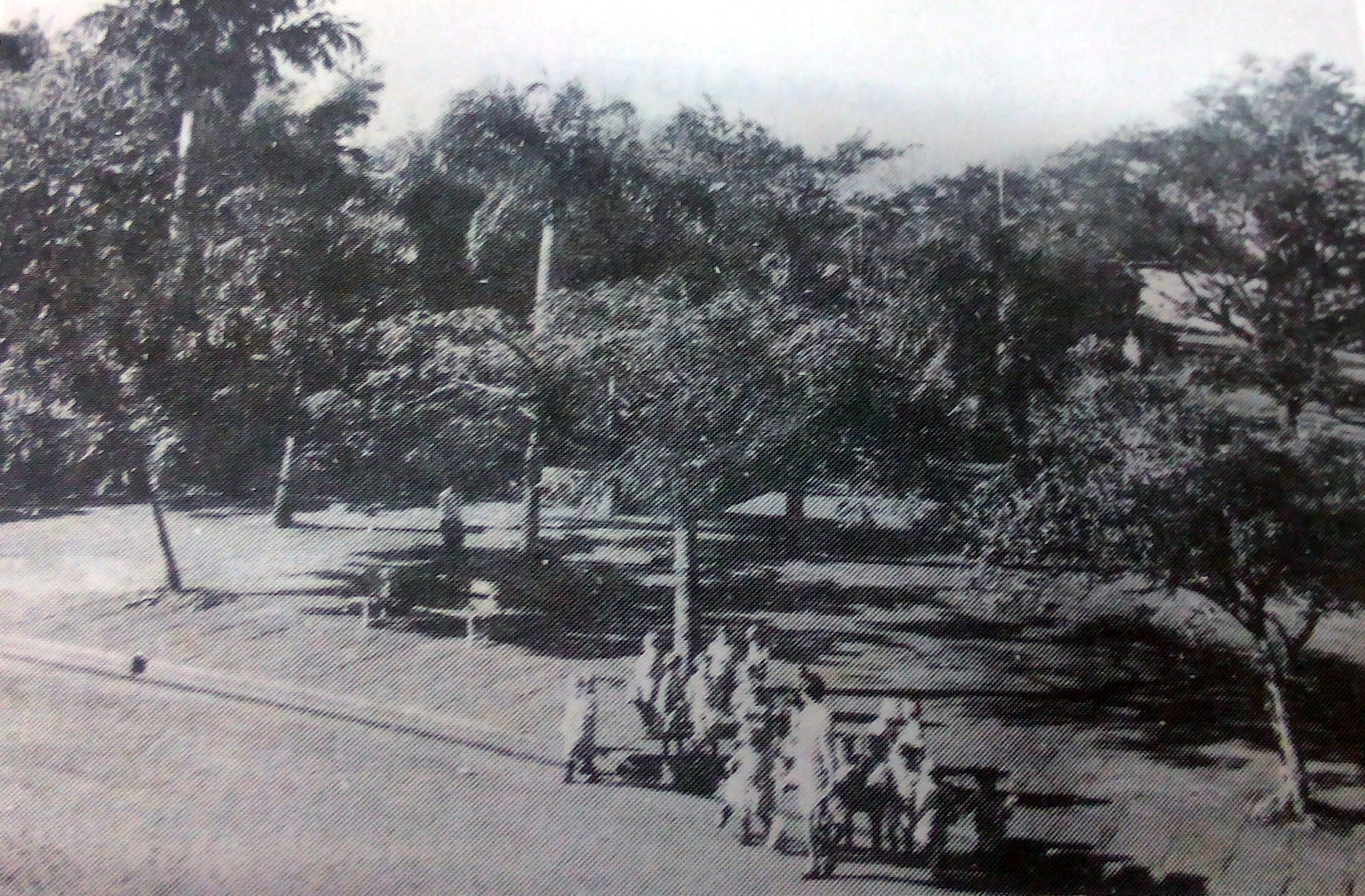
La plaza San Martín en la década de 1970.

En 1927 una disposición gubernamental encomendó al Ingeniero Gordillo la subdivisión y mensura de la chacra 62 de la Tercera Sección de la Colonia Picada de Bonpland a Yerbal Viejo, donde se eligió el lugar que ocuparía la plaza principal del pueblo a formarse. El entorno estaba rodeado de selva, salvo por algunos claros. El 9 de julio de 1928, se realiza la fundación de Oberá, colocándose en esta plaza la piedra fundacional junto a una placa.
Desde entonces, periódicamente se iniciaban trabajos de desmonte, pero eran abandonados al poco tiempo. Recién en 1931, un grupo de personas plantaron maíz en la incipiente plaza y lograron aprovechar algunas cosechas. Las autoridades arrasaron con los restos de las plantaciones e iniciaron nuevamente los trabajos de limpieza.
Sucesivas comisiones de fomento comenzaron pausadamente con trabajos de jardinería, sin tener en cuenta los problemas de desniveles que existían entre la plaza y las calles circundantes, lo que dejaba librado los bordes a diferentes tipos de barrancones que hacían prácticamente imposible subir de la calle a la plaza o viceversa. Es por ello que se construyeron en las cuatro ochavas esquineras escalones de ladrillo, que pasaron a constituir los únicos lugares por los que se podía acceder a los caminos exteriores e interiores del paseo, los que eran de tierra y se convertían en intransitables los días lluviosos.
En 1950, por iniciativa del Comandante de Gendarmería Santiago Gorina, se decide que la plaza llevaría el nombre del General José de San Martín, en conmemoración del centenario de su fallecimiento. 
A partir de 1960, Ánibal César Montiel, primer intendente elegido por el pueblo, decide emprender una completa remodelación de la Plaza San Martín. Los avatares políticos no le permitieron terminar con su mandato y las obras de la plaza se vieron paralizadas por algunos años. A partir de 1964, el intendente Rolf Lillieskold, emprende nuevamente y de forma ininterrumpida las tareas para transformar la plaza en un moderno paseo. Las futuras administraciones continuaron con las mejoras.

## Descripción de la plaza

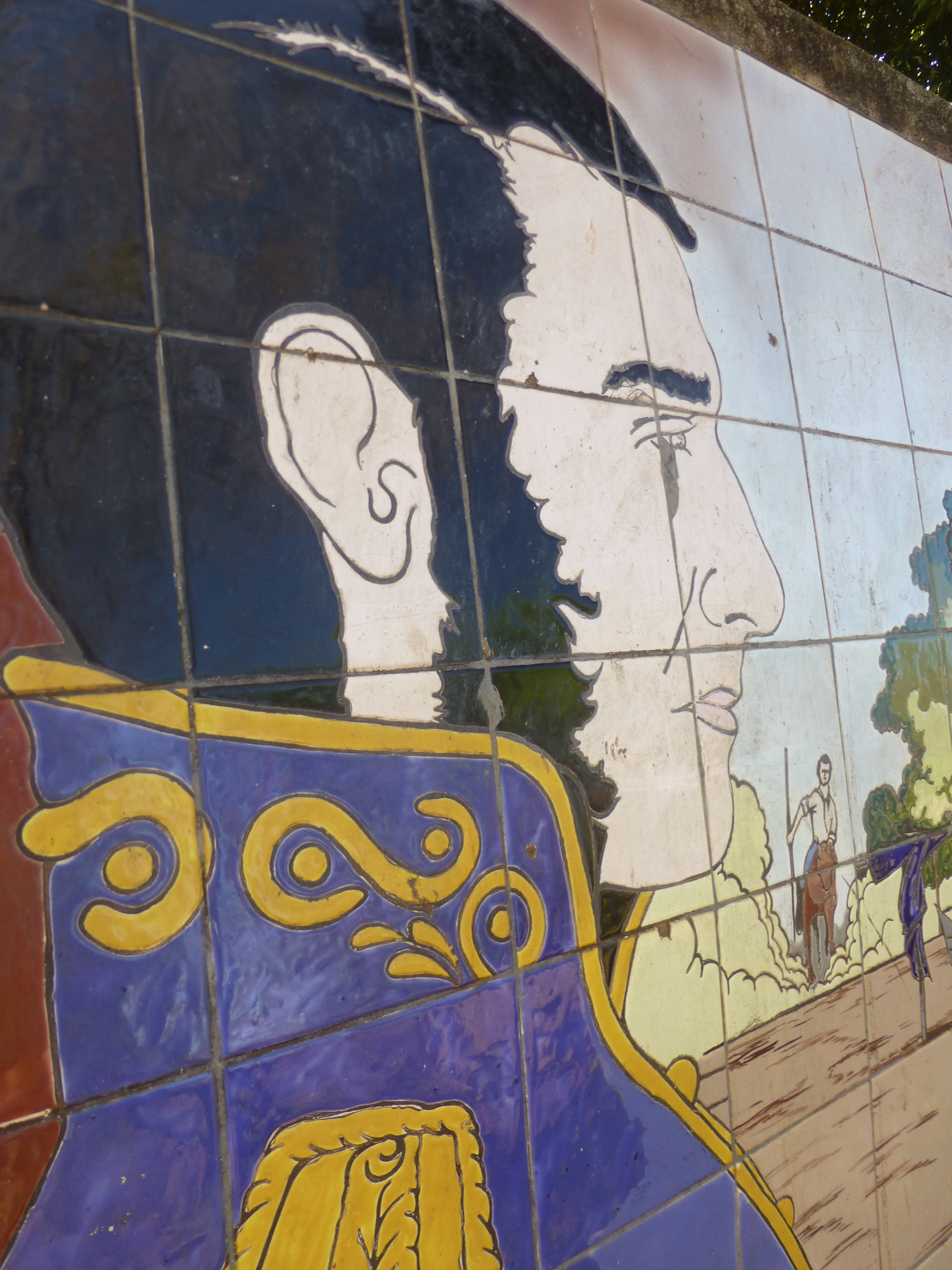
Mural en la plaza en honor a José de San Martín.

La plaza San Martín puede describirse como una moderna estructura basada en desniveles provocados por la configuración del terreno, los que fueron complementados y equilibrados con escaleras en los lugares necesarios. Todo la superficie del piso está revertida con baldosas. En sitios estratégicos se han levantado explanadas contenidas por sólidas paredes de piedra, a distinto nivel, según el lugar que ocupan, las que al igual que toda la superficie del paseo se han adornado con obras de jardinería.
El sector de la esquina de las calles Santa Fe y San Martín sirve como escenario, apto para representaciones artísticas de todo tipo. Sobre la citada calle Santa Fe también existe una fuente. En la zona central se ha ubicado sobre un sólido pedestal un busto del General José de San Martín, el cual por años estuvo ubicado en diferentes sitios de la ciudad y por medio de un referéndum, la población eligió su actual ubicación. A escasos metros se hallan los mástiles con las banderas de Argentina, la provincia de Misiones y la ciudad de Oberá.
Sobre el costado de la calle San Martín, se encuentra un parque infantil y tanto sobre los costados como en las partes interiores fueron colocados bancos de madera y de piedra, en algunos casos aprovechando los vallados de contención existentes. En cuanto al arbolado, lo constituyen variadas especies, los que han sido plantados con posterioridad a las obras de remodelación, destacándose las filas de chivatos que rodean las veredas cercanas a la calle y los canteros cubiertos con tacuaras de grandes dimensiones.